# Serie 651 a 680 de MZA
La serie 651 a 680 de MZA fue un conjunto de quince locomotoras de vapor pertenecientes a la Compañía de los Ferrocarriles de Madrid a Zaragoza y Alicante (MZA), reconvertidas en 1941 en la serie 230-4001 a 4030 de RENFE.

## Historia
Tras la guerra con los Estados Unidos de 1898, hubo un problema de tracción de los nuevos coches en MZA, y los ingenieros de la compañía pedían locomotoras Compound De Glehn en Alemania. Estas máquinas eran de la más pura escuela francesa, pero las similitudes con la serie P 7 de los Ferrocarriles Prusianos son muy grandes.
Las primeras 15 locomotoras llegaron en 1901. Luego, ténderes de 4 ejes sustituyeron a los originales de 3 ejes. Fueron los primeros de ocho ruedas que se emplearon en España. Los ténderes primitivos pasaron a las locomotoras MZA Serie 700 construidas por aquellos años.
En la actualidad solo se conserva un único ejemplar de esta serie, la MZA n.º 651, en el Museo del Ferrocarril de Cataluña.